# Giovanni III di Werle
Giovanni III di Werle, noto anche con lo pseudonimo di van Ruden (1300 circa – 28 agosto 1352), è stato un principe di Meclemburgo e signore di Werle-Goldberg.

## Biografia
Werle-Güstrow circa 1316
     Werle-Waren circa 1316

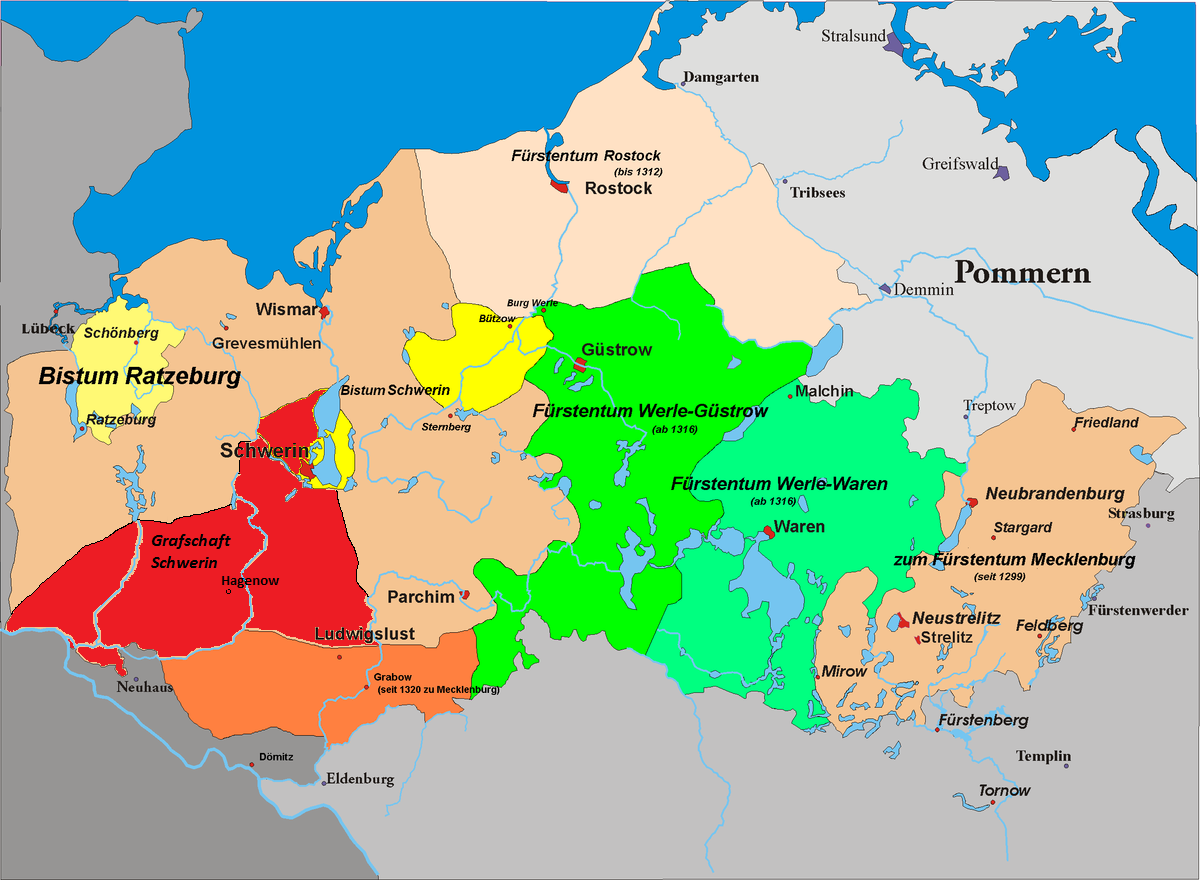
Mappa del Meclemburgo a inizio XIV secolo
Werle-Güstrow circa 1316
Werle-Waren circa 1316

Giovanni era il figlio maggiore di Nicola II di Werle.
Alla morte del padre, nel 1316, egli si accordò con lo zio Giovanni II di Werle per suddividere la signoria, che era appena stata unificata dal padre. Lui prese la parte detta Werle-Goldberg e suo zio Giovanni II prese la parte Werle-Güstrow. 
Nel 1326 Giovanni diede appoggio, insieme a Enrico II di Meclemburgo, il re Cristoforo II di Danimarca che era stato spodestato da una ribellione dei magnati danesi. In cambio di questo appoggio Cristoforo promise ai signori di Meclemburgo e Werle il feudo di Rügen, il cui signore, Vitslav III di Rügen, era morto senza eredi nel 1325. Tuttavia Cristoforo non poté mantenere tale promessa in quanto la guerra di successione scatenatasi per il controllo del principato di Rugia fu vinta dal ducato di Pomerania. Nel successivo trattato di pace, firmato a Brudersdorf, il 27 giugno 1328, fra il duca Barnim III di Pomerania-Stettino, Enrico II di Meclemburgo, e Giovanni III di Werle, venne sancita la rinuncia dei signori di Meclemburgo e Werle ai propri diritti sul principato di Rügen.
A partire dal 1350 Giovanni lasciò l'attività di governo a suo figlio Nicola IV. Le fonti storiche dicono che era malato gravemente dal 1º aprile 1352. Egli poi morì più tardi, il 28 agosto 1352. Probabilmente fu sepolto nell'abbazia di Malchow.
Giovanni si sposò nel 1317 con Mechtild, figlia del duca Ottone I di Pomerania da cui ebbe tre figli:
- John (morto nel 1341)
- Nicola IV, Signore di Werle-Goldberg
- Mechtild sposata con il conte Ottone I di Schwerin

Dopo la morte di Mechtild, Giovanni sposò Richardis, di cui non si conosce la famiglia, da cui ebbe altre due figlie:
- Sophia, sposata con Alberto II di Lindow-Ruppin
- Rixa, divenne priora dell'abbazia di Dobbertin nel 1392.

## Ascendenza
|                                         |                               |                                      | Genitori                             |  |  | Nonni |  |  | Bisnonni                   |  |  | Trisnonni                                 |  |
|                                         |                               |                                      |                                      |  |  |       |  |  | Nicola I, signore di Werle |  |  | Enrico Borwin II, principe di Meclemburgo |  |
|                                         |                               |                                      |                                      |  |  |       |  |  | Nicola I, signore di Werle |  |  | Enrico Borwin II, principe di Meclemburgo |  |
|                                         |                               | Cristina di Svezia                   |                                      |  |  |       |  |  | Nicola I, signore di Werle |  |  |                                           |  |
| Giovanni I, signore di Werle            |                               |                                      |                                      |  |  |       |  |  | Nicola I, signore di Werle |  |  |                                           |  |
|                                         |                               | Jutta di Anhalt                      | Enrico I, principe di Anhalt         |  |  |       |  |  |                            |  |  |                                           |  |
|                                         |                               | Jutta di Anhalt                      | Enrico I, principe di Anhalt         |  |  |       |  |  |                            |  |  |                                           |  |
|                                         |                               | Jutta di Anhalt                      | Ermengarda di Turingia               |  |  |       |  |  |                            |  |  |                                           |  |
| Nicola II, signore di Werle             |                               | Jutta di Anhalt                      |                                      |  |  |       |  |  |                            |  |  |                                           |  |
|                                         |                               | Guntero I, conte di Lindow-Ruppin    | Gebardo I, conte di Lindow-Ruppin    |  |  |       |  |  |                            |  |  |                                           |  |
|                                         |                               | Guntero I, conte di Lindow-Ruppin    | Gebardo I, conte di Lindow-Ruppin    |  |  |       |  |  |                            |  |  |                                           |  |
|                                         |                               | Guntero I, conte di Lindow-Ruppin    | Edvige di Hirscher-Siebenburgen      |  |  |       |  |  |                            |  |  |                                           |  |
| Sofia di Lindow-Ruppin                  |                               | Guntero I, conte di Lindow-Ruppin    |                                      |  |  |       |  |  |                            |  |  |                                           |  |
|                                         |                               | Eufemia di Rügen                     | Vislavo I, principe di Rügen         |  |  |       |  |  |                            |  |  |                                           |  |
|                                         |                               | Eufemia di Rügen                     | Vislavo I, principe di Rügen         |  |  |       |  |  |                            |  |  |                                           |  |
|                                         |                               | Eufemia di Rügen                     | Margherita di Svezia                 |  |  |       |  |  |                            |  |  |                                           |  |
| Giovanni III, signore di Werle-Goldberg |                               | Eufemia di Rügen                     |                                      |  |  |       |  |  |                            |  |  |                                           |  |
|                                         | Cristoforo I, re di Danimarca | Valdemaro II, re di Danimarca        |                                      |  |  |       |  |  |                            |  |  |                                           |  |
|                                         | Cristoforo I, re di Danimarca | Valdemaro II, re di Danimarca        |                                      |  |  |       |  |  |                            |  |  |                                           |  |
|                                         | Cristoforo I, re di Danimarca | Berengaria del Portogallo            |                                      |  |  |       |  |  |                            |  |  |                                           |  |
| Eric V, re di Danimarca                 | Cristoforo I, re di Danimarca |                                      |                                      |  |  |       |  |  |                            |  |  |                                           |  |
|                                         |                               | Margherita Sambiria                  | Sambor II, duca di Pomerania         |  |  |       |  |  |                            |  |  |                                           |  |
|                                         |                               | Margherita Sambiria                  | Sambor II, duca di Pomerania         |  |  |       |  |  |                            |  |  |                                           |  |
|                                         |                               | Margherita Sambiria                  | Matilde di Meclemburgo               |  |  |       |  |  |                            |  |  |                                           |  |
| Richeza di Danimarca                    |                               | Margherita Sambiria                  |                                      |  |  |       |  |  |                            |  |  |                                           |  |
|                                         |                               | Giovanni I, margravio di Brandeburgo | Alberto II, margravio di Brandeburgo |  |  |       |  |  |                            |  |  |                                           |  |
|                                         |                               | Giovanni I, margravio di Brandeburgo | Alberto II, margravio di Brandeburgo |  |  |       |  |  |                            |  |  |                                           |  |
|                                         |                               | Giovanni I, margravio di Brandeburgo | Matilde di Lusazia                   |  |  |       |  |  |                            |  |  |                                           |  |
| Agnese di Brandeburgo                   |                               | Giovanni I, margravio di Brandeburgo |                                      |  |  |       |  |  |                            |  |  |                                           |  |
|                                         |                               | Jutta di Sassonia                    | Alberto I, duca di Sassonia          |  |  |       |  |  |                            |  |  |                                           |  |
|                                         |                               | Jutta di Sassonia                    | Alberto I, duca di Sassonia          |  |  |       |  |  |                            |  |  |                                           |  |
|                                         |                               | Jutta di Sassonia                    | Agnese di Turingia                   |  |  |       |  |  |                            |  |  |                                           |  |
|                                         |                               | Jutta di Sassonia                    |                                      |  |  |       |  |  |                            |  |  |                                           |  |